# Sphinx Hill
Sphinx Hill är en kulle i Antarktis. Den ligger i Sydshetlandsöarna. Argentina, Chile och Storbritannien gör anspråk på området. Toppen på Sphinx Hill är 145 meter över havet.
Terrängen runt Sphinx Hill är huvudsakligen kuperad, men söderut är den platt. Havet är nära Sphinx Hill österut. Trakten är glest befolkad. Närmaste befolkade plats är Commandante Ferraz Station, 12,0 kilometer norr om Sphinx Hill. 